# بانت

## الموقع
تقع شمال مدينة عطبرة بـ 12 كلم ، وجنوب مدينة بربر بنحو 28 كلم ، وشمال ( قرية كنور )

## من أحيائها
بانت فوق وبانت تحت
بها أكثر من ( 5) مساجد ، وبها ( 1) أندية لكرة القدم ، وأكثر من (2 ) مدارس

## من أعلام القرية
السيد/ عبد الوهاب عمر الريح ( ) . كان من النشطين في اعمار بانت وكان يمثل النواة للجنة الشعبية
السيد / نصر الدين علي خليفة امين مال الاتحاد المحلي لمدينة عطبرة ويعد من ابرز ممولي المحلية
السيد / عبد الله محمد الرتمم
يح رئيس نادي بانت
مولانا عبد المنعم المأزون الشرعي للقرية وامام وخطيب مسجد بانت تحت
ومن الشباب النشطين الذين اسسوا رابطة بانت بالجامعات
الشاب الباش مهندس الطاهر مدثر
وبشير دقاقة رئيس تحرير الصحيفة

## بعض الأنشطة
فريق بانت لكرة القدم يلعب في دوري الدرجة الثانية المحلي وحائز علي بطولات محلية
ولها رابطة طلاب بالجامعات والمعاهد العليا ولها صحيفة ناطقة بأسمها